# Nordgrynna
Nordgrynna (Gloeocystidiellum convolvens) är en svampart som först beskrevs av Petter Adolf Karsten, och fick sitt nu gällande namn av Donk 1956. Gloeocystidiellum convolvens ingår i släktet Gloeocystidiellum och familjen Stereaceae.   Inga underarter finns listade i Catalogue of Life.
I den svenska databasen Dyntaxa används istället namnet Gloeopeniophorella convolvens för samma taxon.  Arten är reproducerande i Sverige.